# Magyarország külügyminisztereinek listája
Magyarország külügyminiszte (jelenleg hivatalosan: Magyarország külgazdasági és külügyminisztere) a magyar kormány tagja, a Külgazdasági és Külügyminisztérium vezetője. A jelenlegi külügyminiszter Szijjártó Péter, aki 2014-óta tölti be a tisztséget a harmadik, negyedik és ötödik Orbán-kormányban.

## Hivatalos megnevezése
| Név                                                | Kezdete            | Vége               |
| -------------------------------------------------- | ------------------ | ------------------ |
| Külügyminiszter                                    | 1849. május 8.     | 1849. július 16.   |
| Az Osztrák-Magyar Monarchia közös külügyminisztere | 1867. december 24. | 1918. november 12. |
| Külügyminiszter                                    | 1918. október 31.  | 1919. március 21.  |
| Külügyi népbiztos                                  | 1919. március 21.  | 1919. augusztus 7. |
| Külügyminiszter                                    | 1919. augusztus 7. | 2014. június 6.    |
| Külgazdasági- és külügyminiszter                   | 2014. június 6.    | jelenleg           |

## Külügyminiszter (1849)

### Magyar Állam(1849)
| # | Portré | Miniszter                                     | Hivatal kezdete | Hivatal vége     | Párt           | Párt | Kormány |
| - | ------ | --------------------------------------------- | --------------- | ---------------- | -------------- | ---- | ------- |
| 1 |        | németújvári gróf Batthyány Kázmér (1807–1854) | 1849. május 8.  | 1849. július 16. | Ellenzéki Párt |      | Szemere |

### Magyar Királyság (1849–1867)
| #                                              | Portré | Miniszter | Hivatal kezdete | Hivatal vége | Párt | Párt | Kormány |
| ---------------------------------------------- | ------ | --------- | --------------- | ------------ | ---- | ---- | ------- |
| Üres (1849. augusztus 13. – 1867. február 17.) |        |           |                 |              |      |      |         |

## Közös külügyminiszter (1867–1918)

### Szent István Koronájának Országai,Osztrák–Magyar Monarchia(1867–1918)
- Ideiglenesen kinevezett miniszterek

| #   | Portré | Miniszter                                                              | Hivatal kezdete    | Hivatal vége       | Párt                   | Párt       | Állam          |
| --- | ------ | ---------------------------------------------------------------------- | ------------------ | ------------------ | ---------------------- | ---------- | -------------- |
| 1   |        | gróf Friedrich Ferdinand von Beust (1809–1886)                         | 1867. december 24. | 1871. november 14. | Ismeretlen             | Ismeretlen | Ciszlajtánia   |
| 2   |        | id. csíkszentkirályi és krasznahorkai gróf Andrássy Gyula (1823–1890)  | 1871. november 14. | 1879. október 2.   | Deák Párt              |            | Transzlajtánia |
| 3   |        | báró Heinrich Karl von Haymerle (1828–1881)                            | 1879. október 2.   | 1881. október 10.† | Ismeretlen             | Ismeretlen | Ciszlajtánia   |
| —   |        | Ideiglenesen okányi és érkenézi Szlávy József (1818–1900)              | 1881. október 10.  | 1881. november 20. | Szabadelvű Párt        |            | Transzlajtánia |
| 4   |        | kőröspataki gróf Kálnoky Gusztáv (1832–1898)                           | 1881. november 20. | 1895. május 16.    | Ismeretlen             | Ismeretlen | Transzlajtánia |
| 5   |        | ifjabb gróf Agenor Gołuchowsk (1849–1921)                              | 1895. május 16.    | 1906. október 24.  | Ismeretlen             | Ismeretlen | Ciszlajtánia   |
| 6   |        | gróf Alois Lexa von Aehrenthal (1854–1912)                             | 1906. október 24.  | 1912. február 17.  | Ismeretlen             | Ismeretlen | Ciszlajtánia   |
| 7   |        | gróf Leopold von Berchtold (1863–1942)                                 | 1912. február 17.  | 1915. január 13.   | Ismeretlen             | Ismeretlen | Ciszlajtánia   |
| 8   |        | rajeci gróf Burián István (1851–1922)                                  | 1915. január 13.   | 1916. december 22. | Ismeretlen             | Ismeretlen | Transzlajtánia |
| 9   |        | gróf Ottokar Czernin (1872–1932)                                       | 1916. december 22. | 1918. április 16.  | Ismeretlen             | Ismeretlen | Ciszlajtánia   |
| (8) |        | rajeci gróf Burián István (1851–1922)                                  | 1918. április 16.  | 1918. október 24.  | Ismeretlen             | Ismeretlen | Transzlajtánia |
| 10  |        | ifj. csíkszentkirályi és krasznahorkai gróf Andrássy Gyula (1860–1929) | 1918. október 24.  | 1918. november 2.  | Országos Alkotmánypárt |            | Transzlajtánia |
| —   |        | Ludwig von Flotow (1867–1948)                                          | 1918. november 2.  | 1918. november 11. | Ismeretlen             | Ismeretlen | Ciszlajtánia   |

## Külügyminiszter (1918–1919)

### Magyar Népköztársaság(1918–1919)
- Ideiglenesen kinevezett miniszterek

| # | Portré | Miniszter                                   | Hivatal kezdete   | Hivatal vége      | Párt                   | Párt | Kormány        |
| - | ------ | ------------------------------------------- | ----------------- | ----------------- | ---------------------- | ---- | -------------- |
| 1 |        | gróf nagykárolyi Károlyi Mihály (1875–1955) | 1918. október 31. | 1919. január 19.  | F48P–Károlyi           |      | Károlyi Mihály |
| — |        | Ideiglenesen Berinkey Dénes (1871–1944)     | 1919. január 19.  | 1919. január 24.  | Polgári Radikális Párt |      | Berinkey       |
| 2 |        | Harrer Ferenc (1874–1969)                   | 1919. január 24.  | 1919. március 21. | Polgári Radikális Párt |      | Berinkey       |

## Külügyi népbiztos (1919)

### Magyarországi Tanácsköztársaság(1919)
| #   | Portré | Miniszter                 | Hivatal kezdete   | Hivatal vége       | Párt  | Párt | Kormány                    |
| --- | ------ | ------------------------- | ----------------- | ------------------ | ----- | ---- | -------------------------- |
| 1   |        | Kun Béla (1886–1939)      | 1919. március 21. | 1919. augusztus 1. | MSZDP |      | Forradalmi Kormányzótanács |
| (1) |        | Pogány József (1886–1938) | 1919. április 3.  | 1919. június 24.   | MSZP  |      | Forradalmi Kormányzótanács |
| (1) |        | Ágoston Péter (1874–1925) | 1919. április 3.  | 1919. június 24.   | MSZP  |      | Forradalmi Kormányzótanács |

#### Ellenforradalmi kormányok (1919)
| # | Portré           | Miniszter                                                | Hivatal kezdete     | Hivatal vége    | Párt      | Párt | Kormány  |
| - | ---------------- | -------------------------------------------------------- | ------------------- | --------------- | --------- | ---- | -------- |
| — |                  | kászoni és impérfalvai báró Bornemisza Gyula (1873–1925) | 1919. május 5.      | 1919. május 31. | Független |      | Arad     |
| — |                  | széki gróf Teleki Pál (1879–1941)                        | 1919. május 31.     | 1919. június 6. | Független |      | Szeged I |
| — | 1919. június 6.  | széki gróf Teleki Pál (1879–1941)                        | 1919. július 12.    | Szeged II       | Független |      |          |
| — | 1919. július 12. | széki gróf Teleki Pál (1879–1941)                        | 1919. augusztus 12. | Szeged III      | Független |      |          |

## Külügyminiszter (1919–2014)

### Magyar Köztársaság(1919–1920)
- Ideiglenesen kinevezett miniszterek

| # | Portré             | Miniszter                               | Hivatal kezdete      | Hivatal vége         | Párt      | Párt | Kormány   |
| - | ------------------ | --------------------------------------- | -------------------- | -------------------- | --------- | ---- | --------- |
| 1 |                    | Ágoston Péter (1874–1925)               | 1919. augusztus 1.   | 1919. augusztus 6.   | MSZP      |      | Peidl     |
| — |                    | Ideiglenesen Tánczos Gábor (1872–1953)  | 1919. augusztus 7.   | 1919. augusztus 15.  | Független |      | Friedrich |
| 1 |                    | Lovászy Márton (1864–1927)              | 1919. augusztus 15.  | 1919. szeptember 11. | Független |      | Friedrich |
| 2 |                    | saárdi gróf Somssich József (1864–1941) | 1919. szeptember 11. | 1919. november 24.   | Független |      | Friedrich |
| 2 | 1919. november 24. | saárdi gróf Somssich József (1864–1941) | 1920. február 20.    | Huszár               | Független |      |           |

### Magyar Királyság(1920–1946)
- Ideiglenesen kinevezett miniszterek

| #   | Portré            | Miniszter                                                   | Hivatal kezdete      | Hivatal vége        | Párt               | Párt      | Kormány         |
| --- | ----------------- | ----------------------------------------------------------- | -------------------- | ------------------- | ------------------ | --------- | --------------- |
| 1   |                   | saárdi gróf Somssich József (1864–1941)                     | 1920. február 20.    | 1920. március 15.   | Független          |           | Huszár          |
| —   |                   | Ideiglensesen Simonyi-Semadam Sándor (1864–1946)            | 1920. március 15.    | 1920. április 19.   | KNEP               |           | Simonyi-Semadam |
| 2   |                   | széki gróf Teleki Pál (1879–1941)                           | 1920. április 19.    | 1920. július 20.    | KNEP               |           | Simonyi-Semadam |
| 2   | 1920. július 20.  | széki gróf Teleki Pál (1879–1941)                           | 1920. szeptember 22. | Teleki I            | KNEP               |           |                 |
| 3   |                   | körösszeghi és adorjáni gróf Csáky Imre (1882–1961)         | 1920. szeptember 22. | Teleki I            | 1920. december 16. | Független |                 |
| —   |                   | Ideiglenesen széki gróf Teleki Pál (1879–1941)              | 1920. december 16.   | Teleki I            | 1921. január 17.   | KNEP      |                 |
| 4   |                   | Gratz Gusztáv (1875–1946)                                   | 1921. január 17.     | Teleki I            | 1921. április 12.  | Független |                 |
| —   |                   | Ideiglenesen széki gróf Teleki Pál (1879–1941)              | 1921. április 12.    | Teleki I            | 1921. április 14.  | KNEP      |                 |
| 5   |                   | gróf losonci Bánffy Miklós (1873–1950)                      | 1921. április 14.    | 1922. december 19.  | Független          |           | Bethlen         |
| 6   |                   | daruvári Daruváry Géza (1866–1934)                          | 1922. december 19.   | 1924. október 7.    | Független          |           | Bethlen         |
| —   |                   | Ideiglenesen bethleni gróf Bethlen István (1874–1946)       | 1924. október 7.     | 1924. november 15.  | EP                 |           | Bethlen         |
| 7   |                   | nagykéri Scitovszky Tibor (1875–1959)                       | 1924. november 15.   | 1925. március 17.   | EP                 |           | Bethlen         |
| 8   |                   | Walko Lajos (1880–1954)                                     | 1925. március 5.     | 1930. december 9.   | EP                 |           | Bethlen         |
| 9   |                   | gróf nagykárolyi Károlyi Gyula (1871–1947)                  | 1930. december 9.    | 1931. augusztus 24. | EP                 |           | Bethlen         |
| (8) |                   | Walko Lajos (1880–1954)                                     | 1931. augusztus 24.  | 1932. október 1.    | EP                 |           | Károlyi Gyula   |
| 10  |                   | bizáki Puky Endre (1871–1941)                               | 1932. október 1.     | 1933. január 9.     | NEP                |           | Gömbös          |
| —   |                   | ideiglenesen vitéz jákfai Gömbös Gyula (1886–1936)          | 1933. január 9.      | 1933. február 4.    | NEP                |           | Gömbös          |
| 11  |                   | kányai Kánya Kálmán (1869–1945)                             | 1933. február 4.     | 1936. október 12.   | NEP                |           | Gömbös          |
| 11  | 1936. október 12. | kányai Kánya Kálmán (1869–1945)                             | 1938. május 14.      | Darányi             | NEP                |           |                 |
| 11  | 1938. május 14.   | kányai Kánya Kálmán (1869–1945)                             | 1938. november 28.   | Imrédy              | NEP                |           |                 |
| —   |                   | ideiglenesen vitéz ómoraviczai Imrédy Béla (1891–1946)      | 1938. november 28.   | Imrédy              | 1938. december 10. | NEP       |                 |
| 12  |                   | gróf körösszeghi és adorjáni Csáky István (1894–1941)       | 1938. december 10.   | Imrédy              | 1939. február 16.  | MÉP       |                 |
| 12  | 1939. február 16. | gróf körösszeghi és adorjáni Csáky István (1894–1941)       | 1941. január 27. †   | Teleki II           |                    | MÉP       |                 |
| —   |                   | Ideiglenesen széki gróf Teleki Pál (1879–1941)              | 1941. január 27.     | Teleki II           | 1941. február 4.   | NEP       |                 |
| 13  |                   | Dr. bárdosi Bárdossy László (1890–1946)                     | 1941. február 4.     | Teleki II           | 1941. április 3.   | MÉP       |                 |
| 13  | 1941. április 3.  | Dr. bárdosi Bárdossy László (1890–1946)                     | 1942. március 7.     | Bárdossy            |                    | MÉP       |                 |
| —   |                   | ideiglenesen Dr. vitéz Keresztes-Fischer Ferenc (1881–1948) | 1942. március 7.     | Bárdossy            | 1942. március 9.   | MÉP       |                 |
| 14  |                   | nagykállói Kállay Miklós (1887–1967)                        | 1942. március 9.     | 1943. július 24.    | MÉP                |           | Kállay          |
| 15  |                   | hiczi, assa- és ablánczkürti Ghyczy Jenő (1893–1982)        | 1943. július 24.     | 1944. március 22.   | Független          |           | Kállay          |
| 16  |                   | Sztójay Döme (1883–1946)                                    | 1944. március 22.    | 1944. augusztus 29. | Független          |           | Sztójay         |
| 17  |                   | vitéz Hennyey Gusztáv (1888–1977)                           | 1944. augusztus 29.  | 1944. október 16.   | Független          |           | Lakatos         |

#### Nemzeti Összefogás Kormánya(1944–1945)
| # | Portré | Miniszter                     | Hivatal kezdete   | Hivatal vége      | Párt | Párt | Kormány |
| - | ------ | ----------------------------- | ----------------- | ----------------- | ---- | ---- | ------- |
| 1 |        | báró Kemény Gábor (1910–1946) | 1944. október 16. | 1945. március 28. | NYKP |      | Szálasi |

#### Ideiglenes kormányok (1944–1946)
| # | Portré             | Miniszter                   | Hivatal kezdete    | Hivatal vége       | Párt | Párt | Kormány                    |
| - | ------------------ | --------------------------- | ------------------ | ------------------ | ---- | ---- | -------------------------- |
| 1 |                    | Gyöngyösi János (1893–1951) | 1944. december 22. | 1945. november 15. | FKGP |      | Ideiglenes Nemzeti Kormány |
| 1 | 1945. november 15. | Gyöngyösi János (1893–1951) | 1946. február 1.   | Tildy              | FKGP |      |                            |

### Magyar Köztársaság(1946–1949)
| # | Portré             | Miniszter                              | Hivatal kezdete      | Hivatal vége         | Párt                | Párt | Kormány     |
| - | ------------------ | -------------------------------------- | -------------------- | -------------------- | ------------------- | ---- | ----------- |
| 1 |                    | Gyöngyösi János (1893–1951)            | 1946. február 1.     | 1947. május 31.      | FKGP                |      | Nagy Ferenc |
| ― |                    | ideiglenesen Mihályfi Ernő (1898–1972) | 1947. május 31.      | 1947. szeptember 24. | FKGP                |      | Dinnyés     |
| 2 |                    | Molnár Erik (1894–1966)                | 1947. szeptember 24. | 1948. augusztus 5.   | MKP                 |      | Dinnyés     |
| 3 |                    | Rajk László (1909–1949)                | 1948. augusztus 5.   | 1948. december 10.   | MDP                 |      | Dinnyés     |
| 3 | 1948. december 10. | Rajk László (1909–1949)                | 1949. június 11.     | Dobi                 | MDP                 |      |             |
| 4 |                    | Kállai Gyula (1910–1996)               | 1949. június 11.     | Dobi                 | 1949. augusztus 20. | MDP  |             |

### Magyar Népköztársaság(1949–1989)
| #   | Portré              | Miniszter                   | Hivatal kezdete      | Hivatal vége        | Párt                 | Párt  | Kormány       |
| --- | ------------------- | --------------------------- | -------------------- | ------------------- | -------------------- | ----- | ------------- |
| 1   |                     | Kállai Gyula (1910–1996)    | 1949. augusztus 20.  | 1951. május 12.     | MDP                  |       | Dobi          |
| 2   |                     | Kiss Károly (1903–1983)     | 1951. május 12.      | 1952. augusztus 14. | MDP                  |       | Dobi          |
| 2   | 1952. augusztus 14. | Kiss Károly (1903–1983)     | 1952. november 14.   | Rákosi              | MDP                  |       |               |
| 3   |                     | Molnár Erik (1894–1966)     | 1952. november 14.   | Rákosi              | 1953. július 4.      | MDP   |               |
| 4   |                     | Boldóczki János (1912–1988) | 1953. július 4.      | 1955. április 18.   | MDP                  |       | Nagy Imre I   |
| 4   | 1955. április 18.   | Boldóczki János (1912–1988) | 1956. július 30.     | Hegedüs             | MDP                  |       |               |
| 5   |                     | Horváth Imre (1901–1958)    | 1956. július 30.     | Hegedüs             | 1956. október 24.    | MDP   |               |
| 5   | 1956. október 24.   | Horváth Imre (1901–1958)    | 1956. november 2.    | Nagy Imre II        |                      | MDP   |               |
| 6   |                     | Nagy Imre (1896–1958)       | 1956. november 2.    | 1956. november 12.  | MSZMP                |       | Nagy Imre III |
| (5) |                     | Horváth Imre (1901–1958)    | 1956. november 12.   | 1958. január 28.    | MSZMP                |       | Kádár I       |
| (5) | 1958. január 28.    | Horváth Imre (1901–1958)    | 1958. február 2. †   | Münnich             | MSZMP                |       |               |
| 7   |                     | Sík Endre (1891–1978)       | 1958. február 15.    | Münnich             | 1961. szeptember 13. | MSZMP |               |
| 8   |                     | Péter János (1910–1999)     | 1961. szeptember 13. | 1965. június 30.    | MSZMP                |       | Kádár II      |
| 8   | 1965. június 30.    | Péter János (1910–1999)     | 1967. április 14.    | Kállai              | MSZMP                |       |               |
| 8   | 1967. április 14.   | Péter János (1910–1999)     | 1973. december 14.   | Fock                | MSZMP                |       |               |
| 9   |                     | Puja Frigyes (1921–2008)    | 1973. december 14.   | Fock                | 1975. május 15.      | MSZMP |               |
| 9   | 1975. május 15.     | Puja Frigyes (1921–2008)    | 1983. július 8.      | Lázár               |                      | MSZMP |               |
| 10  |                     | Várkonyi Péter (1931–2008)  | 1983. július 8.      | Lázár               | 1987. június 25.     | MSZMP |               |
| 10  | 1987. június 25.    | Várkonyi Péter (1931–2008)  | 1988. november 24.   | Grósz               |                      | MSZMP |               |
| 10  | 1988. november 24.  | Várkonyi Péter (1931–2008)  | 1989. május 10.      | Németh              |                      | MSZMP |               |
| 11  |                     | Horn Gyula (1932–2013)      | 1989. május 10.      | Németh              | 1990. május 23.      | MSZMP |               |

### Magyar Köztársaság/Magyarország (1989–2014)
| #   | Portré               | Miniszter                           | Hivatal kezdete   | Hivatal vége         | Párt            | Párt      | Kormány      |
| --- | -------------------- | ----------------------------------- | ----------------- | -------------------- | --------------- | --------- | ------------ |
| ―   |                      | ideiglenesen Horn Gyula (1932–2013) | 1989. október 23. | 1990. május 23.      | MSZP            |           | Németh       |
| 1   |                      | Jeszenszky Géza (1941–)             | 1990. május 23.   | 1993. december 21.   | MDF             |           | Antall       |
| 1   | 1993. december 21.   | Jeszenszky Géza (1941–)             | 1994. július 15.  | Boross               | MDF             |           |              |
| 2   |                      | Kovács László (1939–)               | 1994. július 15.  | 1998. július 8.      | MSZP            |           | Horn         |
| 3   |                      | Martonyi János (1944–)              | 1998. július 8.   | 2002. május 27.      | Független       |           | Orbán I      |
| (2) |                      | Kovács László (1939–)               | 2002. május 27.   | 2004. szeptember 29. | MSZP            |           | Medgyessy    |
| (2) | 2004. szeptember 29. | Kovács László (1939–)               | 2004. október 31. | Gyurcsány I          | MSZP            |           |              |
| 4   |                      | Somogyi Ferenc (1945–2021)          | 2004. október 31. | Gyurcsány I          | 2006. június 9. | Független |              |
| 5   |                      | Göncz Kinga (1947–)                 | 2006. június 9.   | 2009. április 16.    | Független       |           | Gyurcsány II |
| 6   |                      | Balázs Péter (1941–)                | 2009. április 16. | 2010. május 29.      | Független       |           | Bajnai       |
| (3) |                      | Martonyi János (1944–)              | 2010. május 29.   | 2014. június 6.      | Fidesz          |           | Orbán II     |

## Külgazdasági és külügyminiszter (2014–)

### Magyarország(2014–)
| # | Portré          | Miniszter                | Hivatal kezdete      | Hivatal vége         | Párt   | Párt | Kormány   |
| - | --------------- | ------------------------ | -------------------- | -------------------- | ------ | ---- | --------- |
| 7 |                 | Navracsics Tibor (1944–) | 2014. június 6.      | 2014. szeptember 22. | Fidesz |      | Orbán III |
| 8 |                 | Szijjártó Péter (1978–)  | 2014. szeptember 23. | 2018. május 18.      | Fidesz |      | Orbán III |
| 8 | 2018. május 18. | Szijjártó Péter (1978–)  | 2022. május 24.      | Orbán IV             | Fidesz |      |           |
| 8 | 2022. május 24. | Szijjártó Péter (1978–)  | hivatalban           | Orbán V              | Fidesz |      |           |